# Meica
Die Meica Ammerländische Fleischwarenfabrik Fritz Meinen GmbH & Co. KG ist ein mittelständischer fleischverarbeitender Betrieb in Familienbesitz. Schwerpunkt der wirtschaftlichen Tätigkeit ist die Produktion unterschiedlicher Wurstspezialitäten und Fertiggerichte. Firmensitz ist Edewecht. Meica leitet sich von den Namen Meinen & Kahmann ab. Eigentümer des Unternehmens sind die Erben des Firmengründers Fritz Meinen.

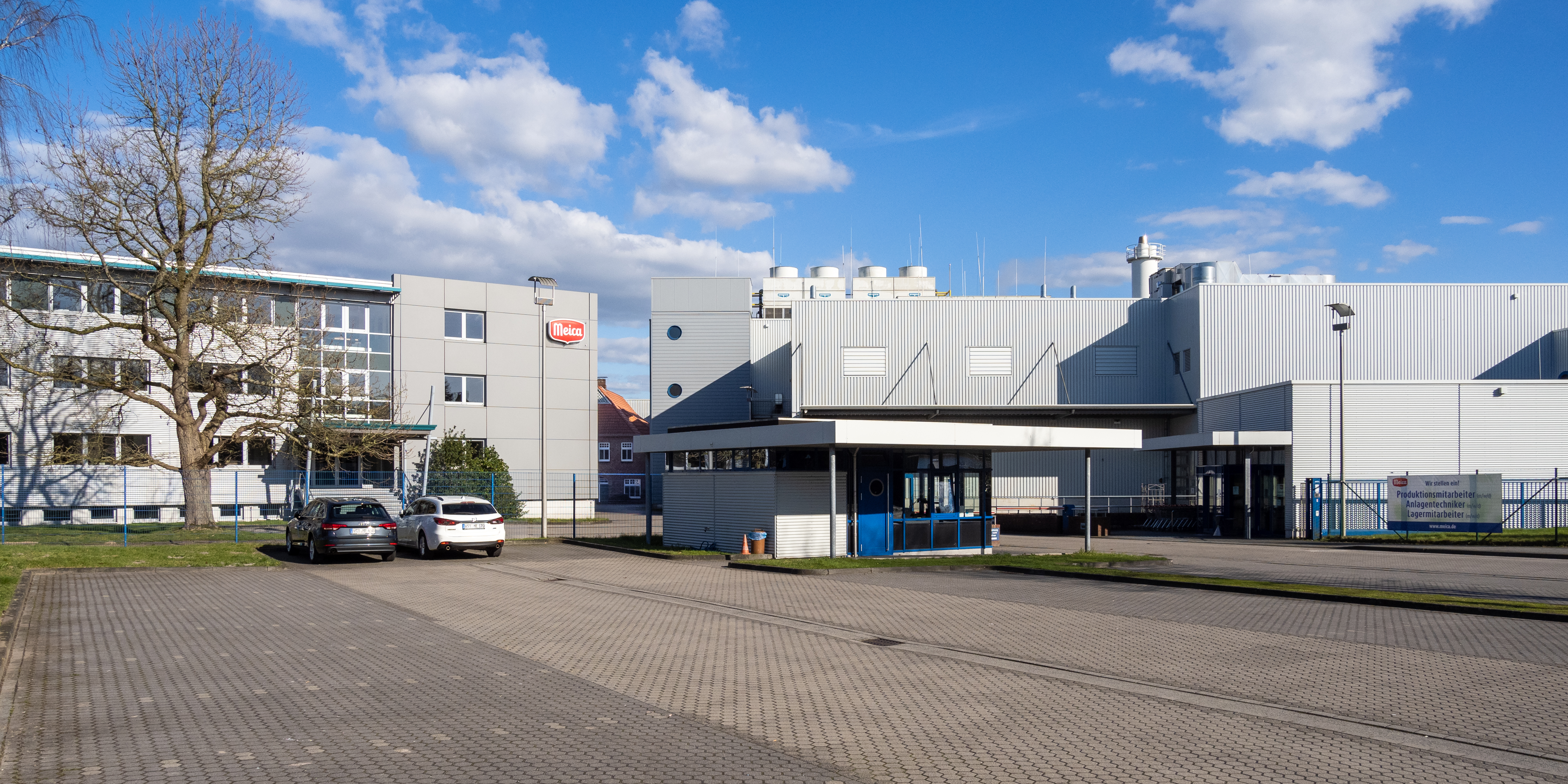
Eingangsbereich der "Meica" in Edewecht.

## Rechtsverhältnisse
Die Meica Ammerländische Fleischwarenfabrik Fritz Meinen GmbH & Co. KG  ist im Handelsregister Oldenburg unter A 120020 eingetragen. Lt. Veröffentlichung vom 7. Februar 2008 sind persönlich haftende Gesellschafter die Meinen & Kahmann Gesellschaft mit beschränkter Haftung (HR B 120014) und Georg Bach, Edewecht. Geschäftsführer der GmbH ist Michael März.

## Historie
Das Unternehmen wurde 1908 von dem Landwirt und Metzgermeister Fritz Meinen in Edewecht gegründet. 1949 führte das Unternehmen die Schwarzblechdose als Verpackung für Würstchen ein. 1973 produzierte es zum ersten Mal Würstchen mit 100 % Rindfleischanteil als eigene Produktreihe. Die Marke Deutschländer wurde 1993 eingeführt. Der Vertrieb des Produktsortiments erfolgt, abgesehen von einem Werksverkauf, zumeist über den Lebensmitteleinzelhandel.

## Produkte
Es wird neben einer einzelnen Ökolinie ein umfangreiches Sortiment aus konventionellen Rohstoffen produziert:
- Curry King
- Volle Kelle
- Deutschländer
- Trueman’s – American Style Hot Dog
- Bratmaxe
- Mini Wini
- Eisbeinfleisch in Aspik
- KohlKönig
- Ragout Fin
- Die Echte Mockturtle

Die Wortmarke Bio-Maxe wurde im ersten Quartal 2006 ebenfalls auf Meica übertragen, nachdem sie zuvor von einem süddeutschen Wettbewerber gehalten worden war.
Es werden nach eigenen Angaben jede Woche mehrere Millionen Würste gefertigt.
Seit der BSE-Krise produziert das Unternehmen unter dem Namen Bio-Krusenhof Biogeflügelwurst, Bio-Fertiggerichte (mit und ohne Fleisch), Bio-Würstchen, Bio-Kühlprodukte und Bio-vegetarische Würstchen nach der EG-Öko-Verordnung. Über die Herkunft des hierbei verwendeten Fleisches sind keine Angaben veröffentlicht.
Während der späteren Nitrofen-Krise wurden rund 80.000 Einheiten der Biogeflügelprodukte zurückgezogen, nachdem Laborproben ein Falsch-positiv ergeben hatten.

## Marketing
- 1991 Meica macht das Würstchen (Agentur Pahnke Markenmacherei)
- 1993 Deutschländer[4] (Agentur Pahnke Markenmacherei)

## Sonstiges
- Auf eine Anfrage der taz nach den sozialen und ökologischen Bedingungen ihrer Produktion reagierte das Unternehmen mit der Aussage, man beantworte grundsätzlich keine Anfragen zu den Produkten seitens der Presse oder Verbraucherorganisationen.[5]
- Abgesehen von Nährwertangaben stellt das Unternehmen auf seiner Webseite keinerlei Informationen über Herkunft und Verarbeitung der verwendeten Rohstoffe zur Verfügung.
- 2014 verhängte das Bundeskartellamt gegen 21 Wurstunternehmen, darunter Meica Ammerländische Fleischwarenfabrik Fritz Meinen GmbH & Co. KG, Edewecht, eine dreistellige Millionenstrafe wegen illegaler Preisabsprachen im Rahmen des Wurstkartells.[6]